# Jan Krkoška
Jan Krkoška (* 13. února 1976 Krnov) je český politik a manažer, od června 2023 do března 2024 hejtman Moravskoslezského kraje, předtím v letech 2016 až 2023 náměstek hejtmana, v letech 2014 až 2024 zastupitel města Krnov (v letech 2014 až 2018 též místostarosta a do roku 2024 radní města), v letech 2016 až 2024 člen hnutí ANO.
Krkoška byl obviněn, že v letech 2009 až 2012 uplácel lékaře, aby předepisovali léky od farmaceutické firmy, ve které tehdy pracoval. V březnu 2024 se před soudem přiznal a dostal peněžitý trest. Téhož dne rezignoval na své funkce hejtmana kraje a krajského zastupitele. K 25. březnu 2024 se vzdal funkce zastupitele a tím i radního města Krnov.

## Život
Jan Krkoška žije v Krnově, konkrétně v části Pod Cvilínem. Je rozvedený, mezi jeho záliby patří jezdectví, rybaření, sportovní střelba.
Vystudoval Střední odbornou školu zemědělskou ve Městě Albrechtice v okrese Bruntál. V mimopolitické sféře zprvu působil jako obchodní ředitel a manažer, např. jako obchodní ředitel akciové společnosti Lázně Slatinice.

### Kauza úplatků lékařům
Jan Krkoška byl obžalován z účasti na organizované zločinecké skupině, v níž se podle žalobců od června 2009 do února 2012 vědomě podílel na předání úplatků lékařům, za to, aby přednostně předepisovali léky od konkrétních výrobců. Krkoška v té době pracoval ve farmaceutické společnosti Interchemia Praha. Celkem mělo jít o korupci ve výši 790 600 korun, přičemž vedle peněz mělo jít i o Tesco poukázky, nabíjení CCS karet na pohonné hmoty nebo placení zahraničních zájezdů či víkendových pobytů. Podle státního zástupce „je zřejmé, že i obviněný Jan Krkoška o pravém důvodu odměňování lékařů věděl a že se této protiprávní činnosti vědomě účastnil“.
Dne 21. března 2024 se Jan Krkoška u Obvodního soudu pro Prahu 2 k činu doznal a v nepravomocném rozsudku dostal peněžitý trest ve výši 200 tisíc korun. Po zaplacení pokuty mu Okresní soud v Bruntále na konci června 2024, na jeho žádost, odsouzení tzv. zahladil. Tím došlo k výmazu trestu z Rejstříku trestů.

## Politické působení
V komunálních volbách v roce 2014 byl zvolen jako nestraník za hnutí ANO zastupitelem města Krnov. V listopadu 2014 se stal 2. místostarostou města. V roce 2016 vstoupil do hnutí ANO, za které ve volbách v roce 2018 obhájil mandát zastupitele města. V listopadu 2018 se pak stal radním města. Mandát pak obhájil i ve volbách v roce 2022, a to jako lídr kandidátky hnutí ANO. V říjnu 2022 se stal opět radním města.
V krajských volbách v roce 2016 byl za hnutí ANO zvolen zastupitelem Moravskoslezského kraje. Následně se v listopadu 2016 stal i náměstkem hejtmana, na starosti měl oblasti regionálního rozvoje a turistického ruchu, evropských fondů a operačních programů. Ve volbách v roce 2020 mandát zastupitele kraje obhájil. V listopadu 2020 se stal opět náměstkem hejtmana, tentokrát pro oblast regionálního rozvoje.
V červnu 2023 rezignoval na post hejtmana Ivo Vondrák, když se dostal do sporu s představiteli hnutí ANO, jelikož v prezidentských volbách v lednu 2023 podpořil Petra Pavla proti Andreji Babišovi. Novým hejtmanem Moravskoslezského kraje se dne 8. června 2023 stal právě Jan Krkoška.
Poté, co se Krkoška u soudu doznal z uplácení, ho předseda hnutí ANO Andrej Babiš vyzval k rezignaci a odchodu z hnutí. Téhož dne Krkoška rezignoval na funkci hejtmana i krajského zastupitele a oznámil, že vystupuje z hnutí ANO. Po jeho rezignaci se z pozice 1. náměstka stal úřadujícím hejtmanem kraje Jakub Unucka. O den později oznámil také rezignaci na funkci radního Krnova. K 25. březnu 2024 se vzdal funkce zastupitele a tím i radního města Krnov. Jako náhradník za něj do zastupitelstva nastoupil Tomáš Andršt (ANO).